# Ctenoneura fulva
Ctenoneura fulva är en kackerlacksart som beskrevs av Hanitsch 1925. Ctenoneura fulva ingår i släktet Ctenoneura och familjen Polyphagidae. Inga underarter finns listade i Catalogue of Life.